# B.H. Born
Bertram H. Born, detto B.H. (Osawatomie, 6 giugno 1932 – Peoria, 3 febbraio 2013), è stato un cestista statunitense.

## Carriera
Fu finalista del titolo NCAA 1953 con i Kansas Jayhawks, e vinse il premio di Most Outstanding Player, primo della squadra sconfitta. Fu il primo giocatore della storia dei Jayhawks a mettere a referto una tripla doppia; accadde il 18 marzo 1953, giorno della finale NCAA contro gli Indiana Hoosiers: Born realizzò 26 punti, 15 rimbalzi e 13 stoppate.
Venne selezionato come 22ª scelta assoluta nel draft NBA 1954 dai Fort Wayne Pistons, tuttavia preferì giocate in Amateur Athletic Union con i Peoria Caterpillars, squadra con sede Peoria. Abbandonò poi l'attività cestistica, e fu assunto alla Caterpillar Bulldozer, presso cui lavorò per 43 anni.
Con la nazionale statunitense vinse la medaglia d'oro ai Mondiali 1954 disputati a Rio de Janeiro.
È scomparso nel 2013 all'età di 80 anni.

## Palmarès
- NCAA Final Four Most Outstanding Player (1953)